# Marasmia nawae
Marasmia nawae is een vlinder uit de familie van de grasmotten (Crambidae), uit de onderfamilie van de Spilomelinae. De wetenschappelijke naam van deze soort is voor het eerst voorgesteld als Bradinomorpha nawae door Shōnen Matsumura in een publicatie uit 1920.
De soort komt voor in Japan.